# Die Klavierlehrerin
Die Klavierlehrerin ist ein Lied des deutschen Pop-Rock-Sängers Udo Lindenberg aus dem Jahr 1988, in Zusammenarbeit mit Nina Hagen.

## Entstehung und Veröffentlichung
Der Liedtext zu Die Klavierlehrerin wurde gemeinsam von Horst Königstein und Udo Lindenberg geschrieben. Lindenberg zeichnete darüber hinaus für die Komposition verantwortlich. Die Produktion erfolgte durch Königstein und Zeus B. Held. Nina Hagen, die als Begleitstimme zu hören ist, übernimmt den gesanglichen Teil der Klavierlehrerin.
Die Erstveröffentlichung von Die Klavierlehrerin erfolgte als Teil von Udo Lindenbergs 21. Studioalbum CasaNova am 19. Februar 1988. Im gleichen Jahr wurde das Lied als erste Singleauskopplung aus dem Album veröffentlicht. Diese erschien als 7″-Single bei Polydor mit der B-Seite Frauen. Das Frontcover der Single zeigt eine schwarz-weiß-Karikatur mit Jungen zur linken am Klavier sitzend und zur rechten Seite die besungene Klavierlehrerin, die ihren Arm um den Jungen hängt und ihr Gesäß ausstreckt. Das Cover schuf Johann Zambryski.

## Inhalt
Der Text ist autobiografisch und verarbeitet damit ein Trauma. Er erzählt von Udos Kindheit, als er ein „kleiner Junge“ war und einer Klavierunterricht nahm. Seine Klavierlehrerin soll ihn sexuell belästigt haben, indem sie seine Finger „hier und da so rum“ geführt habe. Udo hatte durch sie auch eine Pollution in seiner Hose, wie es im Liedtext heißt („Mit feuchter Hose kam ich dann zu Haus bei meiner Mutter an“). Damit ist sein Unterricht bei der Klavierlehrerin beendet.
Die Klavierlehrerin ist im 4⁄4-Takt gehalten. Der Titel hat ein Tempo von 119 bpm und wird in der Tonart C-Dur gespielt.

## Musikvideo
Im dazugehörigen Musikvideo sieht man zwei Frauen vor einem Musikzimmer, die durch ein Schlüsselloch das Treiben zwischen der Klavierlehrerin und dem "kleinen Udo" beobachten. Auf der Videoplattform YouTube zählte das Video bis Oktober 2023 über 429 Tausend Aufrufe.